# Nélson Araújo
Nélson Roberto Araújo (Ribeirão Preto, 20 de novembro de 1951) é um apresentador brasileiro, atualmente apresenta o Globo Rural. Desde criança teve contato com o campo e com a terra.
O primeiro emprego do apresentador na área do jornalismo foi em uma emissora de rádio, como locutor de noticiário, em 1967. Em 1973, já trabalhava como repórter, redator n'O Globo. Em 1980, ingressou na televisão com um convite para participar da TV Ribeirão. Em 1986 foi transferido para a TV Globo São Paulo, e em 1990, entrou para o quadro do Globo Rural, como repórter, produtor e editor. Em 1989, ele deixou o canal para trabalhar na TV Cultura, no programa Repórter Especial e, no ano seguinte, como o primeiro apresentador da revista eletrônica Vitrine ,onde ficou até 1991.Em 1996 se tornou apresentador do programa Globo Rural.. No ano de 2006, participou da tropeada do Globo Rural - a viagem de uma tropa de mulas do Rio Grande do Sul a São Paulo.
É irmão do ator Fabio Araújo.

## Prêmios
Nélson Araújo já recebeu o Prêmio Vladimir Herzog de Jornalismo. 